# Řád za zásluhy (Senegal)
Řád za zásluhy (francouzsky: Ordre du mérite) je druhé nejvyšší státní vyznamenání Senegalské republiky. Byl založen roku 1960 a svým vzhledem se podobá Národnímu řádu lva. Udílen je prezidentem republiky za vynikající služby pro stát v soukromé či veřejné sféře, v civilní i vojenské oblasti. Velmistrem řádu je úřadující prezident Senegalu.

## Historie
Řád byl založen zákonem č. 60-364 ze dne 22. října 1960, tedy ve stejném roce, kdy Senegal získal plnou nezávislost. Status řádu byl změněn zákonem č. 65-329 ze dne 7. srpna 1965 a opět zákonem č. 66-673 ze dne 31. srpna 1966.

## Pravidla udílení
Velmistrem řádu je z titulu svého úřadu prezident Senegalské republiky. Návrhy na udělení vyznamenání jsou posuzovány Velkou radou (ve spojení s Radou Národního řádu lva), které předsedá velký kancléř.
Řád je udílen občanům Senegalu i cizím státním příslušníkům za vynikající vojenské či civilní služby státu ve veřejné i soukromé sféře.

## Insignie
Řádový odznak ve třídě rytíře má podobu stříbrně lemované černě smaltované pěticípé hvězdy s cípy zakončenými stříbrnými kuličkami. Ramena hvězdy spojena pěti stříbrnými paprsky. Uprostřed přední strany je kulatý stříbrný medailon s vyobrazením baobabu. Medailon je obklopen zeleně smaltovaným kruhem s nápisem RÉPUBLIQUE DU SÉNÉGAL • UN PEUPLE • UN BUT • UNE FOI (Jeden národ, jeden cíl, jedna víra). Uprostřed hvězdy na zadní straně je smaltovaná vlající vlajka Senegalu, která je obklopena stříbrným prstencem. U vyšších řádových tříd jsou stříbrné prvky pozlacené.
Řádová hvězda je osmicípá s cípy složenými z několika paprsků. Na hvězdě je položen řádový odznak.
Stuha je zelená s úzkým žlutým pruhem uprostřed.

## Třídy
Řád je udílen v pěti řádných třídách:
- velkokříž (Grand-croix) – Řádový odznak se nosí na široké stuze spadající z ramene na protilehlý bok. Řádová hvězda se nosí nalevo na hrudi.
- velkodůstojník (Grand officier) – Řádový odznak se nosí na stuze kolem krku. Řádová hvězda se nosí nalevo na hrudi.
- komtur (Commandeur) – Řádový odznak se nosí na stuze kolem krku. Řádová hvězda této třídě již nenáleží.
- důstojník (Officier) – Řádový odznak se nosí zavěšený na stuze s rozetou nalevo na hrudi.
- rytíř (Chevalier) – Řádový odznak se nosí zavěšený na stuze bez rozety nalevo na hrudi.

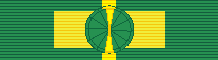
velkokříž
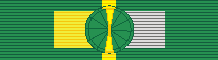
velkodůstojník
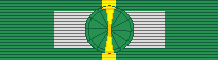
komtur
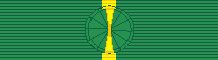
důstojník
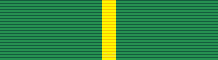
rytíř